# Монахов, Ипполит Иванович
Ипполит Иванович Монахов (1841—1877) — русский актёр и куплетист, артист Александринского театра.

## Биография
Сын Ивана Яковлевича Монахова, учителя состоявшего при Киевской 1-й гимназии училища землемеров.
Окончил Киевскую 1-ю гимназию (1857) и историко-филологический факультет университета св. Владимира (1861). По воспоминаниям В. М. Сикевича, уже в студенческие годы Монахов был страстным театралом, постоянно посещал Киевский городской театр и артистически копировал актеров.
По окончании университета поступил на службу в Сенат, где состоял младшим корректором во 2-м отделении Сенатской типографии. В 1864 году выступил в качестве куплетиста на домашней сцене графа Кушелева-Безбородко и в клубе художников в Петербурге. Вскоре оставил службу в Сенате и сделался профессиональным куплетистом, приобретя широкую известность и утвердив этот жанр на эстраде. Исполнял куплеты из журнала «Искра» и сатирические песни Беранже в переводе Курочкина.
В 1865 году дебютировал в Александринском театре и через два года был принят в труппу театра. Поначалу подвизался в водевилях и оперетах, пел куплеты в дивертисментах. Со временем стал играть характерные роли: Молчалина, Чацкого, Хлестакова, Кречинского («Свадьба Кречинского»), Кочкарева («Женитьба» Гоголя). В 1871 году бенефис Монахова, на котором он играл Чацкого, явился поводом для известной критической статьи Гончарова «Мильон терзаний». Последней ролью Монахова стала роль помещика Квашнина в комедии А. А. Потехина «Выгодное предприятие», которая была дана в первый раз в его бенефис.
Внезапно скончался 20 ноября 1877 года в Санкт-Петербурге. Похоронен на Смоленском кладбище.
Перечень 130 исполненных Монаховым ролей приведен в «Хронике петербургских театров» А. И. Вольфа (Ч. 3. — СПб., 1884), воспоминания о Монахове оставили В. М. Сикевич в статье «Былые встречи» (Исторический вестник, 1893, апрель) и К. Н. де Лазари-Константинов в статье «И. И. Монахов» (Ежегодник Императорских театров. Сезон 1897—1898 гг. Приложения. Книга 1-я).